# ميتال سلج 4
ميتال سلج 4 (بالإنجليزية: Metal Slug 4) (باليابانية: メタルスラッグ4) ، هي الجزء الرابع من سلسلة الرئيسية للعبة ميتال سلج، أنتجت سنة 2002م، وتعمل على عدة أنظمة التشغيل ومنها بلاي ستيشن 2 وإكس بوكس.